# Касман, Оттон
Оттон Касман (нем. Otto Casmann; 1562-1607) — немецкий богослов и натуралист, пастор в Штаде.
Он считается первым, кто в сегодняшнем научном смысле употребил слово «психология», разделив антропологию, т. е. науку о человеке, на две части: психологию и соматологию. Его главные труды: «Psychologia anthropologica» (Ганновер, 1594); «Angelographia» (Франкф., 1597); «Somatologia physica» (1598); «Modesta assertio philosophiae et christianae et verae» (1601); «De hominis vita naturali morali et oeconomica» (1602); «Nucleus mysteriorum naturae enucleatus» (1605).